# Чулков Іван Денисович
Чулко́в Іва́н Дени́сович ( нар. 1918 — пом. 3 лютого 1942) —  радянський військовий льотчик, Герой Радянського Союзу (1942), у роки німецько-радянської війни командир авіаційної ланки 41-го винищувального авіаційного полку Московської зони ППО, старший лейтенант.

## Біографія
Народився у 1918 році в селі Маринівка, тепер Одеського району Одеської області, в селянській родині. Українець. Після закінчення 7-річної школи працював у колгоспі.
До Червоної Армії призваний у 1937 році. У 1938 році закінчив Одеську військову авіаційну школу пілотів.
Радянсько-німецьку війну зустрів на Західному фронті. 22 червня 1941 року під час прикриття Могильова у повітряному бою відкрив свій бойовий рахунок, збивши німецький винищувач Messerschmitt Bf 109. Того ж дня під час ворожого авіаналету на Білосток, збив бомбардувальник Junkers Ju 88. Наприкінці червня 1941 року під час повітряної розвідки в районі Бобруйська був збитий, протягом двох днів йшов ворожою територією, шукаючи своїх.
З липня 1941 року в складі військ протиповітряної оборони захищав Москву від ворожих авіанальотів.
До кінця серпня 1941 року старший лейтенант І. Д. Чулков здійснив 187 вдалих бойових вильотів, у повітряних боях збив особисто 9 і в складі групи 2 літаки ворога, при штурмуванні наземних цілей знищив 2 зенітні установки.
Указом Президії Верховної Ради СРСР від 24 лютого 1942 року за зразкове виконання бойових завдань командування і виявлені відвагу і героїзм, старшому лейтенантові Чулкову Івану Денисовичу присвоєно звання Героя Радянського Союзу.
Наприкінці січня 1942 року полк, в якому проходив службу І. Д. Чулков, перебазовано під Ленінград і включено до 2-ї резервної авіаційної групи Волховського фронту. Основним завданням полку було прикриття військ 2-ї ударної армії на Любанському напрямку.
Заступник командира ескадрильї 41-го винищувального авіаційного полку 2-ї резервної авіаційної групи старший лейтенант Чулков І. Д. загинув у повітряному бою 3 лютого 1942 року.

## Нагороди
- Медаль «Золота Зірка» Героя Радянського Союзу;
- Два ордени Леніна.